# هان مالمبيرغ
هان مالمبيرغ (بالدنماركية: Hanne Malmberg)‏ هي تربوية دنماركية، ولدت في 19 نوفمبر 1964 في آبرناويك في جرينلاند.

## وصلات خارجية
- الموقع الرسمي
- هان مالمبيرغ على موقع أرشيف الدراجات (الإنجليزية)
- هان مالمبيرغ على موقع إحصائيات الدراجات الإحترافية (الإنجليزية)
- هان مالمبيرغ على موقع اللجنة الأولمبية الدولية (الإنجليزية)
- هان مالمبيرغ على موقع أوليمبيديا (الإنجليزية)